# Stenoonops noctucus
Stenoonops noctucus là một loài nhện trong họ Oonopidae.
Loài này thuộc chi Stenoonops. Stenoonops noctucus được Arthur M. Chickering miêu tả năm 1969.